# Changbaishan Airport
Changbaishan Airport är en flygplats i Kina. Den ligger i provinsen Jilin, i den nordöstra delen av landet, omkring 280 kilometer sydost om provinshuvudstaden Changchun.
Runt Changbaishan Airport är det ganska glesbefolkat, med 48 invånare per kvadratkilometer. Närmaste större samhälle är Songjianghe, 12,3 km nordväst om Changbaishan Airport. I omgivningarna runt Changbaishan Airport växer i huvudsak blandskog.
Genomsnittlig årsnederbörd är 1 173 millimeter. Den regnigaste månaden är juli, med i genomsnitt 281 mm nederbörd, och den torraste är januari, med 12 mm nederbörd.